# Koleje Małopolskie

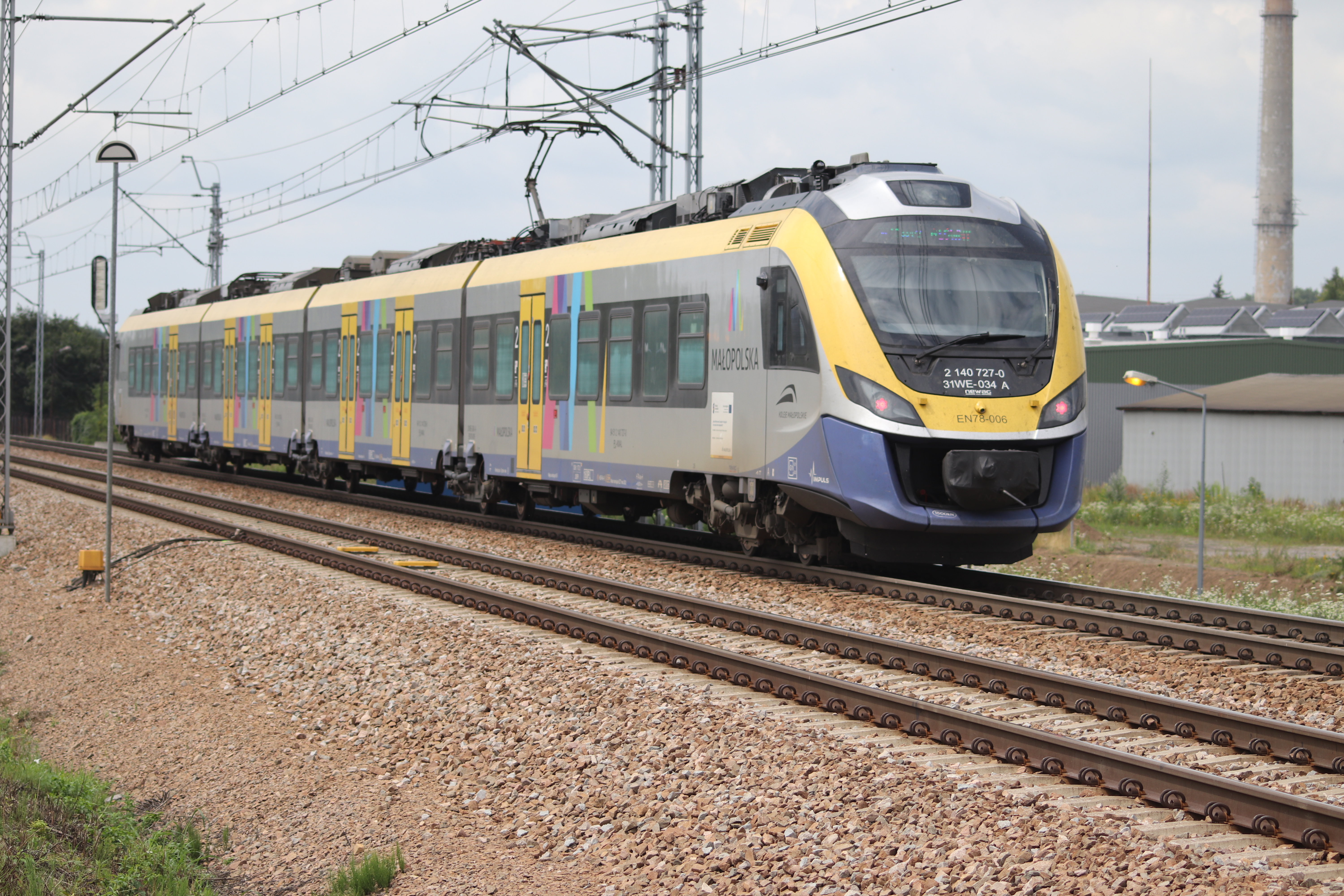
EN78 Kolei Małopolskich

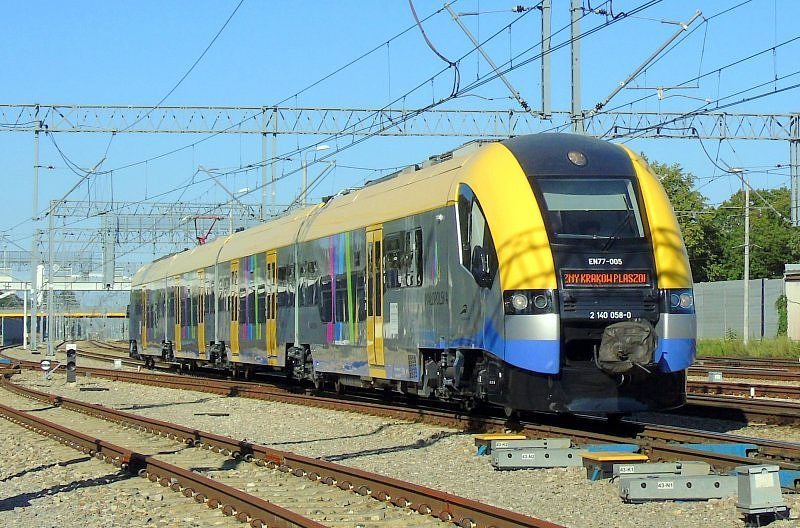
EN77 na stacji w Grodzisku Mazowieckim

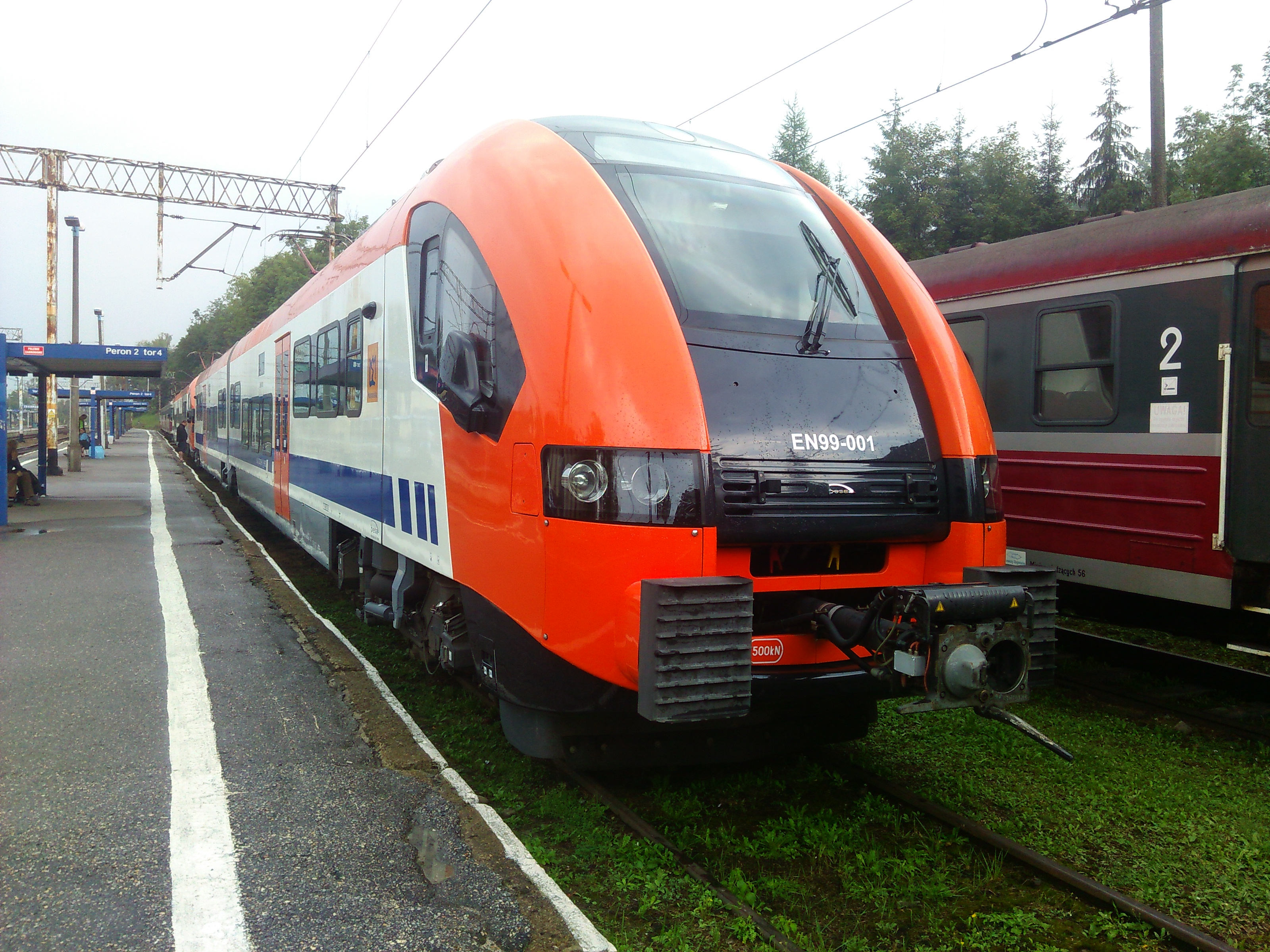
EN99 Acatus Plus

Koleje Małopolskie, KMŁ, identyfikator literowy KMAL – polski przewoźnik kolejowy i autobusowy utworzony przez samorząd województwa małopolskiego uchwałą z dn. 2 grudnia 2013 roku. Spółka została powołana w celu świadczenia usług użyteczności publicznej w zakresie transportu publicznego poprzez zapewnienie efektywnej organizacji i funkcjonowania pasażerskiego ruchu kolejowego na terenie województwa małopolskiego.

## Historia

### Początki
Spółka została powołana na podstawie Uchwały nr XLIV/705/13 Sejmiku Województwa Małopolskiego z dnia 2 grudnia 2013 roku w sprawie powołania jednoosobowej spółki Województwa Małopolskiego oraz zgodnie z Uchwałą nr 1518/13 Zarządu Województwa Małopolskiego z dnia 10 grudnia 2013 roku. Została wpisana do Krajowego Rejestru Sądowego dnia 6 marca 2014 roku.

### 2014
6 listopada odbył się inauguracyjny przejazd z Krakowa do Wieliczki. Zaprezentowano też wtedy tabor spółki. 14 grudnia Koleje rozpoczęły regularną obsługę linii Kraków Główny – Wieliczka Rynek-Kopalnia. Do obsługi tej linii KMŁ otrzymały w dzierżawę 3 EZT EN64 będące własnością Urzędu Marszałkowskiego Województwa Małopolskiego.

### 2015
Z dniem 1 stycznia spółka uruchomiła autobusowe połączenia z Byszyc i Raciborska do stacji Wieliczka Rynek-Kopalnia.
1 marca przewoźnik otrzymał w dzierżawę 4. EZT EN64 od UMWM.
29 marca spółka zorganizowała imprezę z okazji 55. rocznicy elektryfikacji linii Kraków-Wieliczka. Na trasie kursował zabytkowy skład trzech zabytkowych wagonów ze skansenu w Chabówce, w tym luksusowy wagon pasażerski wyprodukowany w 1939 roku przez firmę Lilpop, prowadzony przez zabytkowe elektrowozy ET21-57 i EU06-01 z Chabówki.
1 czerwca Koleje przewiozły uroczyście półmilionową pasażerkę.
25 czerwca marszałek Marek Sowa ogłosił, że województwo wystąpiło z propozycją przejęcia przez spółkę małopolskiego oddziału Przewozów Regionalnych, aby w ten sposób Koleje Małopolskie szybciej przejęły obsługę większości linii kolejowych w województwie.
1 września przewoźnik rozpoczął dzierżawę kolejnych 2 sztuk EN64 ze względu na planowane rozszerzenie działalności o linię Kraków Główny – Kraków Lotnisko.
22 września spółka przewiozła milionową pasażerkę, a 28 września rozpoczęła przewozy do stacji Kraków Lotnisko.
5 grudnia odbył się inauguracyjny przejazd z Krakowa do Miechowa, a 13 grudnia Koleje rozpoczęły regularną obsługę linii Kraków Główny – Miechów – Sędziszów.

### 2016
Z dniem 4 kwietnia spółka uruchomiła autobusowe połączenia z Dobranowic do stacji Wieliczka Rynek-Kopalnia.
30 marca UM zamówił 12 Impulsów: 8 sztuk 4-członowych i 4 sztuki 5-członowe dla Kolei Małopolskich do obsługi SKA. Na przełomie kwietnia i maja UM zamówił dodatkowego, 5-członowego Impulsa.
10 maja spółka przewiozła trzymilionowego pasażera. Równocześnie marszałek Jacek Krupa ogłosił, że w ciągu 3 lat Koleje przejmą od Przewozów Regionalnych obsługę wszystkich połączeń w województwie.
1 czerwca rozpoczęto sprzedaż biletów na połączenia Kolei Małopolskich za pośrednictwem portalu koleo.pl.
W lipcu podczas Światowych Dni Młodzieży przewoźnik wypożyczył jednostki EN57 od Kolei Mazowieckich, aby móc zwiększyć liczbę połączeń. Podczas tygodnia, w którym odbywały się ŚDM przewoźnik obsłużył 332 tys. pasażerów, czyli o prawie 260% więcej niż w ciągu zwykłego tygodnia.
28 listopada na stacji Nowy Sącz odbyła się oficjalna prezentacja pierwszych 6 Impulsów zamówionych przez województwo dla Kolei Małpolskich.
7 grudnia odbyły się inauguracyjne przejazdy z Krakowa i Nowego Sącza do Tarnowa. 11 grudnia (wraz z wejściem w życie nowego rozkładu jazdy) przewoźnik miał przejąć większość połączeń na liniach Kraków Główny – Tarnów (w ramach 3. linii SKA) i Tarnów – Nowy Sącz, oraz wszystkie połączenia na trasie Nowy Sącz – Krynica-Zdrój. 10 grudnia, ze względu na niewystarczające zasoby ludzkie przewoźnika, doszło od podpisania umowy pomiędzy Małopolskim Urzędem Marszałkowskim i Przewozami Regionalnymi i Kolejami Małopolskimi, na mocy której PR przejęły od KMŁ z powrotem obsługę linii Kraków Główny – Sędziszów oraz liczba połączeń, które przejęły KMŁ od PR na trasie Kraków Główny–Tarnów została zmniejszona. Umowa z Kolejami Małopolskimi została zawarta na 10 lat (z opcją na 5 dodatkowych), a z Przewozami Regionalnymi na 3 lata (z opcją na 3 dodatkowe). W ramach nowego rozkładu przewoźnik uruchomił również weekendowe nocne połączenia na trasie Kraków Główny–Wieliczka Rynek Kopalnia. Ze względu na przejęcie połączeń do Sędziszowa przez Przewozy Regionalne jednostki Acatus Plus użytkowane dotychczas przez KMŁ zostały przekazane PR.

### 2017
24 lutego na dworcu Kraków Główny odbyło się uroczyste zakończenie dostaw Impulsów.
10 sierpnia spółka przewiozła 10-milionowego pasażera.
Na początku sierpnia 2017 Koleje Małopolskie rozpoczęły jazdy testowe zespołów 14WE-04 i 06 należących do Industrial Division. 2 września jednostki rozpoczęły poranne i wieczorne kursy z pasażerami na trasach do stacji Tarnów i przystanku Kraków Lotnisko.
1 września rozszerzono ofertę dowozowych połączeń autobusowych z 3 do 6 linii.
2 października KMŁ zainaugurowały weekendowe połączenie Kraków – Jasło
25 listopada odbył się przejazd promocyjny na trasie Kraków Główny – Miechów, a 2 grudnia na trasie Skawina – Kraków Płaszów. Oba przejazdy związane były z uruchomieniem linii SKA2 Sędziszów – Miechów – Kraków Główny – Skawina, której obsługę 10 grudnia KMŁ częściowo przejęły od Przewozów Regionalnych.

### 2018
24 września Urząd Marszałkowski podjął uchwałę odnośnie do wniesienia aportem do spółki 5 EZT EN77 oraz 5 mln zł, w wyniku czego kapitał zakładowy wzrósł do 57 018 000 zł
16 listopada roku spółka podpisała 3-letnią umowę na dzierżawę torów odstawczych przy stacji Oświęcim, gdzie zamierza zbudować 3 torową halę namiotową i kanały rewizyjne dla obsługi pociągów o długości 120 metrów. Koszt inwestycji to 5 mln złotych.
11 grudnia odwołano dotychczasowy skład Rady Nadzorczej spółki. Nowym przewodniczącym został Karol Pietras, natomiast wiceprzewodniczącym Tomasz Śladowski. Członkiem Rady Nadzorczej została natomiast Marzena Dragan. 20 grudnia 2018 spółka przystąpiła do oferty Wspólny Bilet.
21 grudnia odwołano zarząd spółki: prezesa Grzegorza Stawowego oraz wiceprezesa Ryszarda Rębilasa. Pełniącym obowiązki prezesa został dotychczasowy przewodniczący Rady Nadzorczej firmy Karol Pietras.

### 2019
27 marca spółka przewiozła 20-milionowego pasażera.
28 października 2019 województwo małopolskie podpisało z Pesą umowę na dostawę 4 sztuk elfów II w wersji 4-członowej dla Kolei Małopolskich.

### 2020
26 czerwca województwo małopolskie podpisało z firmą Newag umowę na dostawę siedmiu sztuk EZT Impuls II w wersji 4-członowej (z opcją na kolejne 2), które mają zostać przekazane do obsługi połączeń wykonywanych zarówno przez Koleje Małopolskie, jak i Polregio.

### 2021
Pesa Mińsk Mazowiecki prowadzi naprawy w poziomie P4 połączone z modernizacją pięciu pojazdów Pesa Acatus II.
Pesa dostarczyła 4 sztuki Elf II

## Działalność

Wzór męskiego munduru Kolei Małopolskich

Przedmiotem działalności spółki jest obsługa kolejowych przewozów pasażerskich na terenie województwa małopolskiego.

### Regulacje taryfowe
Zgodnie z art. 4 Prawa przewozowego przewoźnik wydaje własne regulacje handlowo-przewozowe. W przypadku Kolei Małopolskich są to: Taryfa przewozowa osób, rzeczy i zwierząt „Koleje Małopolskie” sp. z o.o. (TP-KMŁ), która określa sposób i zasady ustalania i stosowania opłat przewozowych, oraz Regulamin przewozu osób, rzeczy i zwierząt oraz obsługi i odprawy podróżnych „Koleje Małopolskie” sp. z o.o. (RPO – KMŁ).
Ceny biletów zawiera Cennik spółki „Koleje Małopolskie” sp. z o.o.. Koleje Małopolskie respektują wszelkie ulgi ustawowe. Honorują także część biletów Przewozów Regionalnych. Część taryfy jest wspólna z Komunikacją Miejską w Krakowie - np. Bilet Wspólny 70-minutowy lub Zintegrowany bilet.

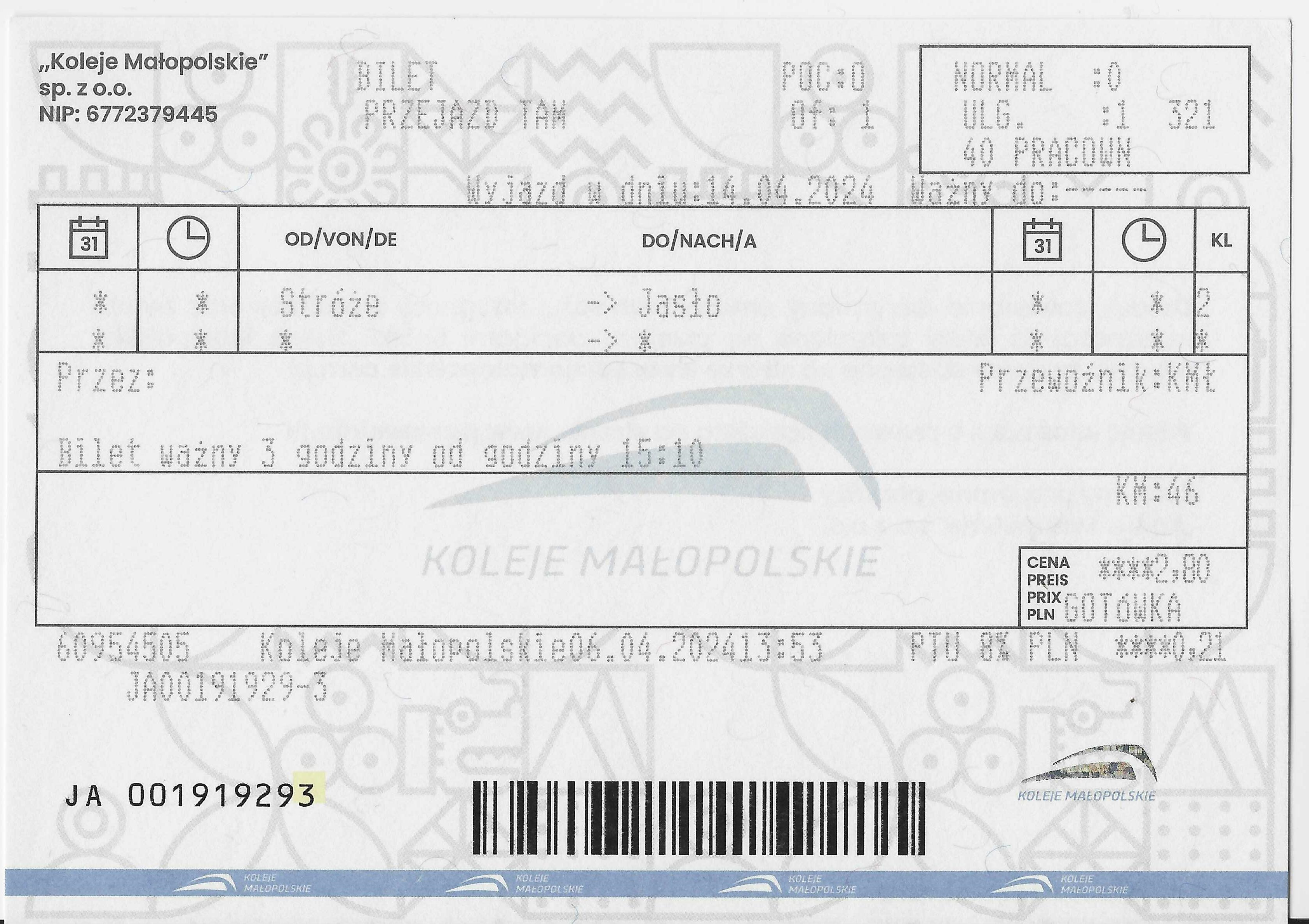
Bilet Kolei Małopolskich

### Sprzedaż biletów
Bilety na przejazdy pociągami Kolejami Małopolskimi można zakupić w automatach biletowych w pojazdach i na stacjach, w kasach biletowych własnych na stacjach Tarnów i Oświęcim, w centrum obsługi klienta na dworcu Kraków Główny oraz w punktach sprzedaży biletów w Skawina i na Lotnisku w Balicach. Kasy własne przewoźnika prowadzą również wzajemną sprzedaż z innymi przewoźnikami. Bilet można nabyć również u obsługi pociągu oraz w różnych systemach elektronicznych. Pociągami można podróżować na podstawie biletu wspólnego 70-minutowego, którego emitentem jest MPK Kraków.

## Obsługiwane połączenia

Chronologia uruchamiania połączeń Kolei Małopolskich

Siatka połączeń Kolei Małopolskich w sezonie 2017/2018

| Data                | Nr linii kolejowej                | Połączenie                                               |               |
| 2014                | 2014                              | 2014                                                     | 2014          |
| ------------------- | --------------------------------- | -------------------------------------------------------- | ------------- |
| 14 grudnia 2014     | 91, 109                           | Kraków Główny – Wieliczka Rynek-Kopalnia                 | [ 8 ]         |
| 2015                |                                   |                                                          |               |
| 28 września 2015    | 118                               | Kraków Główny – Kraków Lotnisko                          | [ 17 ]        |
| 13 grudnia 2015     | 8                                 | Kraków Główny – Miechów – Sędziszów (do 11 grudnia 2016) | [ 19 ] [ 30 ] |
| 2016                |                                   |                                                          |               |
| 11 grudnia 2016     | 91, 96, 105                       | Kraków Główny – Tarnów – Nowy Sącz – Krynica-Zdrój       | [ 30 ]        |
| 2017                |                                   |                                                          |               |
| 2 października 2017 | 91, 96, 108                       | Kraków Główny – Tarnów – Gorlice Zagórzany – Jasło       | [ 38 ]        |
| 10 grudnia 2017     | 91, 624, 94                       | Kraków Główny – Kraków Podgórze – Skawina                | [ 64 ]        |
| 10 grudnia 2017     | 8                                 | Kraków Główny – Miechów – Sędziszów (ponownie)           | [ 64 ]        |
| 2021                |                                   |                                                          |               |
| 12 grudnia 2021     | 93, 133                           | Kraków Główny – Trzebinia – Oświęcim                     | [ 65 ]        |
| 12 grudnia 2021     | 91, 624, 94                       | Kraków Główny – Skawina (ponownie)                       | [ 65 ]        |
| 2022                |                                   |                                                          |               |
| 1 października 2021 | 91, 624, 94                       | Kraków Główny – Skawina – Przeciszów                     | [ 66 ]        |
| 2023                |                                   |                                                          |               |
| 10 grudnia 2023     | 91, 624, 94                       | Kraków Główny – Skawina – Oświęcim                       | [ 67 ]        |
| 2024                |                                   |                                                          |               |
| 15 grudnia 2024     | 91, 624, 94, 97, 98, 99, 633, 625 | Kraków Główny – Zakopane                                 | [ 68 ]        |

### SKA
Koleje Małopolskie obsługują połączenia Szybkiej Kolei Aglomeracyjnej:
- SKA1 Kraków Lotnisko – Kraków Główny – Wieliczka Rynek-Kopalnia
- SKA2 Oświęcim – Skawina – Kraków Główny – Sędziszów
- SKA3 Oświęcim – Trzebinia – Kraków Główny – Tarnów

### Inne regularne połączenia

#### Kraków Główny – Nowy Sącz
Spółka obsługuje codzienne połączenie z Nowego Sącza do Krakowa.
| Przebieg trasy | Przebieg trasy         | Przebieg trasy         |
| Km             | Nazwa przystanku       | Miejscowość            |
| -------------- | ---------------------- | ---------------------- |
| 0,0            | Kraków Główny          | Kraków                 |
| 1,2            | Kraków Grzegórzki      | Kraków                 |
| 2,3            | Kraków Zabłocie        | Kraków                 |
| 4,1            | Kraków Płaszów         | Kraków                 |
| 8,4            | Kraków Bieżanów        | Kraków                 |
| 10,2           | Kraków Złocień         | Kraków                 |
| 18,4           | Podłęże                | Podłęże                |
| 21,6           | Staniątki              | Staniątki              |
| 28,2           | Kłaj                   | Kłaj                   |
| 38,0           | Bochnia                | Bochnia                |
| 51,0           | Brzesko Okocim         | Brzesko                |
| 73,9           | Tarnów Mościce         | Tarnów                 |
| 77,5           | Tarnów                 | Tarnów                 |
| 88,0           | Łowczówek Pleśna       | Pleśna                 |
| 98,3           | Tuchów                 | Tuchów                 |
| 113,7          | Bogoniowice Ciężkowice | Bogoniowice/Ciężkowice |
| 126,6          | Bobowa Miasto          | Bobowa                 |
| 128,3          | Jankowa                | Jankowa                |
| 131,3          | Wilczyska              | Wilczyska              |
| 135,1          | Stróże                 | Stróże                 |
| 138,8          | Grybów                 | Grybów                 |
| 149,5          | Ptaszkowa              | Ptaszkowa              |
| 154,4          | Mszalnica              | Mszalnica              |
| 158,4          | Kamionka Wielka        | Kamionka Wielka        |
| 161,7          | Nowy Sącz Jamnica      | Nowy Sącz              |
| 163,8          | Nowy Sącz Gorzków      | Nowy Sącz              |
| 165,9          | Nowy Sącz              | Nowy Sącz              |

#### Kraków Główny – Zakopane
Od 15 grudnia 2024 roku połączenie kursuje we wszystkie weekendy przez cały rok. Wcześniej było uruchamiane jako połączenie okazjonalne.
| Przebieg trasy | Przebieg trasy                   | Przebieg trasy        |
| Km             | Nazwa przystanku                 | Miejscowość           |
| -------------- | -------------------------------- | --------------------- |
| 0,0            | Kraków Główny                    | Kraków                |
| 1,2            | Kraków Grzegórzki                | Kraków                |
| 2,3            | Kraków Zabłocie                  | Kraków                |
| 3,5            | Kraków Podgórze                  | Kraków                |
| 6,3            | Kraków Łagiewniki                | Kraków                |
| 17,6           | Skawina                          | Skawina               |
| 39,8           | Kalwaria Zebrzydowska Lanckorona | Kalwaria Zebrzydowska |
| 62,2           | Sucha Beskidzka Zamek            | Sucha Beskidzka       |
| 68,2           | Maków Podhalański                | Maków Podhalański     |
| 94,7           | Chabówka Stadion                 | Chabówka              |
| 115,7          | Nowy Targ                        | Nowy Targ             |
| 130,6          | Poronin                          | Poronin               |
| 136,4          | Zakopane                         | Zakopane              |

#### Kraków Główny / Nowy Sącz – Gorlice Zagórzany – Jasło
Połączenie uruchomione 2 października 2017. Kursuje w piątki i niedziele.
| Przebieg trasy | Przebieg trasy         | Przebieg trasy         |
| Km             | Nazwa przystanku       | Miejscowość            |
| -------------- | ---------------------- | ---------------------- |
| 0,0            | Kraków Główny          | Kraków                 |
| 1,2            | Kraków Grzegórzki      | Kraków                 |
| 2,3            | Kraków Zabłocie        | Kraków                 |
| 4,1            | Kraków Płaszów         | Kraków                 |
| 8,4            | Kraków Bieżanów        | Kraków                 |
| 10,2           | Kraków Złocień         | Kraków                 |
| 18,4           | Podłęże                | Podłęże                |
| 21,6           | Staniątki              | Staniątki              |
| 28,2           | Kłaj                   | Kłaj                   |
| 38,0           | Bochnia                | Bochnia                |
| 51,0           | Brzesko Okocim         | Brzesko                |
| 73,9           | Tarnów Mościce         | Tarnów                 |
| 77,5           | Tarnów                 | Tarnów                 |
| 88,0           | Łowczówek Pleśna       | Pleśna                 |
| 98,3           | Tuchów                 | Tuchów                 |
| 113,7          | Bogoniowice Ciężkowice | Bogoniowice/Ciężkowice |
| 126,6          | Bobowa Miasto          | Bobowa                 |
| 131,3          | Wilczyska              | Wilczyska              |
| 138,5          | Polna                  | Polna                  |
| 140,8          | Szalowa                | Szalowa                |
| 145,0          | Wola Łużańska          | Wola Łużańska          |
| 149,6          | Moszczenica Małopolska | Moszczenica            |
| 155,1          | Gorlice Zagórzany      | Gorlice                |
| 159,2          | Libusza                | Strzeszyn              |
| 162,4          | Biecz                  | Biecz                  |
| 165,9          | Siepietnica            | Siepietnica            |
| 169,9          | Skołyszyn              | Skołyszyn              |
| 174,1          | Przysieki              | Przysieki              |
| 178,7          | Jasło Niegłowice       | Jasło                  |
| 180,1          | Jasło                  | Jasło                  |

### Okazjonalne i sezonowe
Sezonowe pociągi wycieczkowe Muszyna – Poprad-Tatry są obsługiwane przez Koleje Słowackie (ŽSSK), we współpracy z Kolejami Małopolskimi.
Sezonowe pociągi Krynica-Zdrój – Jasło, uruchamiane przez przewoźnika, kursują regularnie w sezonie letnim, oraz w ferie zimowe.

### Małopolskie Linie Dowozowe

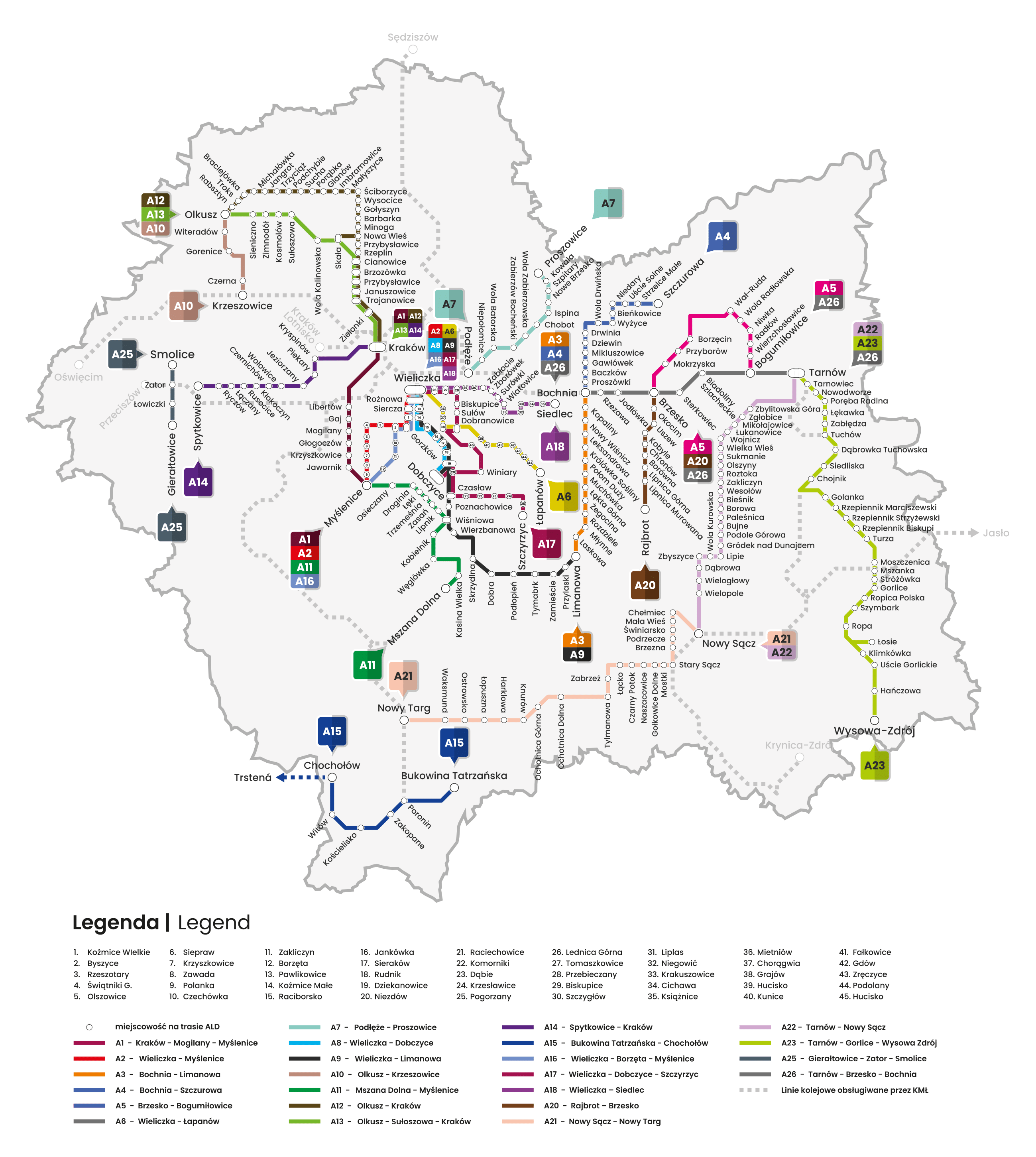
Mapa połączeń MLD

W dniu 1 stycznia 2015 roku Koleje Małopolskie wprowadziły przewóz podróżnych autobusami do stacji Wieliczka Rynek-Kopalnia z Raciborska oraz Byszyc, a 4 kwietnia 2016 z Dobranowic. Ma to zwiększyć dostępność przystanków SKA i tym samym powiększyć liczbę pasażerów. Na przejazdy autobusem i koleją może być zakupiony jeden bilet. Przewozy w latach 2015–2017 wykonywała firma KrakTransRem, spółka córka MPK Kraków. 1 września 2017 uruchomiono 3 kolejne linie oraz zmieniono operatora na firmę Mobilis.   
We wrześniu 2021 roku Koleje Małopolskie zakupiły 2 podmiejskie autobusy Iveco Crossway 12le, które do służby weszły w marcu 2022 roku. W maju 2022 roku Koleje Małopolskie ogłosiły przetarg na zakup kolejnych 3 niskowejściowych mikrobusów. W grudniu 2023 roku Koleje Małopolskie zakupiły 7 niskowejściowych autobusów Iveco Crossway 12 LE Line Hybrid.
Linie kursują po następujących trasach:
| Nr linii | Trasa | Uwagi                                                                                  |
| -------- | --- | -------------------------------------------------------------------------------------- |
| A1       | Kraków ↔ Myślenice Kraków MDA – Libertów – Gaj – Mogilany – Głogoczów – Myślenice DA |                                                                                        |
| A2       | Wieliczka ↔ Myślenice Wieliczka Centrum Dworzec – Byszyce – Świątniki Górne – Siepraw – Myślenice DA                                                                                            |                                                                                        |
| A3       | Bochnia ↔ Limanowa Bochnia Dworzec PKP – Nowy Wiśnicz – Limanowa Zygmunta Augusta |                                                                                        |
| A4       | Bochnia ↔ Szczurowa Bochnia Dworzec PKP – Drwinia – Uście Solne – Szczurowa |                                                                                        |
| A5       | Brzesko ↔ Wietrzychowice Brzesko Dworzec Autobusowy – Przyborów – Borzęcin – Szczurowa – Wietrzychowice                                                                                         |                                                                                        |
| A6       | Wieliczka ↔ Łapanów Wieliczka Centrum Dworzec – Mietniów – Dobranowice – Hucisko – Gdów – Łapanów Rynek                                                                                         |                                                                                        |
| A7       | Podłęże ↔ Chobot Leśniczówka ↔ (Proszowice) ↔ (Koniusza) Podłęże P+R Północ – Niepołomice – Chobot – Ispina – Nowe Brzesko – Proszowice P+R (Kościuszki) – Koniusza Urząd Gminy                 | wybrane kursy do przystanku Proszowice P+R (Kościuszki) lub Koniusza Urząd Gminy       |
| A8       | Wieliczka ↔ Dobczyce Wieliczka Centrum Dworzec – Raciborsko – Dziekanowice – Dobczyce Witosa (pętla)                                                                                            |                                                                                        |
| A9       | Wieliczka ↔ Limanowa Wieliczka Centrum Dworzec – Dobczyce – Wiśniowa – Skrzydlna – Dobra – Tymbark – Limanowa Zygmunta Augusta                                                                  |                                                                                        |
| A11      | Myślenice ↔ Poręba Wielka Myślenice DA – Lipnik – Węglówka – Kasina – Mszana Dolna – Poręba Wielka Koninki Ośrodek Narciarski                                                                   |                                                                                        |
| A12      | Olkusz ↔ Kraków Olkusz Dworzec PKP – Trzyciąż – Imbramowice – Skała – Przybysławice – Zielonki – Kraków MDA                                                                                     |                                                                                        |
| A13      | Olkusz ↔ Kraków Olkusz Dworzec PKP – Sułoszowa – Skała – Cianowice – Zielonki – Kraków MDA |                                                                                        |
| A14      | Kraków MDA ↔ (Czernichów) ↔ Spytkowice Kraków - Piekary - Wołowice - Czernichów - Łączany - Ryczów - Spytkowice                                                                                 | wybrane kursy na trasie Kraków MDA - Czernichów Rynek                                  |
| A15      | (Jurgów) ↔ Bukowina Tatrzańska ↔ (Chochołów) ↔ Trstená Jurgów - Bukowina Tatrzańska - Zakopane - Chochołów - Trstená                                                                            | wybrane kursy na trasie Jurgów -Chochołów Dolny                                        |
| A16      | Wieliczka ↔ Myślenice Wieliczka Centrum Dworzec – Byszyce – Zakliczyn – Borzęta – Myślenice DA                                                                                                  |                                                                                        |
| A17      | Wieliczka ↔ Pogorzany Wieliczka Centrum Dworzec – Biskupice – Grajów – Winiary – Dobczyce – Raciechowice – Szczyrzyc – Pogorzany Diabli Kamień                                                  |                                                                                        |
| A18      | Niepołomice ↔ Wieliczka ↔ Siedlec Niepołomice – Podłęże – Czarnochowice – Wieliczka Centrum Dworzec – Szczygłów – Liplas – Niegowić – Książnice – Siedlec Centrum                               |                                                                                        |
| A19      | Olszowice ↔ Wieliczka ↔ Szczytniki Olszowice - Świątniki Górne - Wieliczka Centrum Dworzec - Szczytniki                                                                                         |                                                                                        |
| A20      | Bochnia ↔ Iwkowa Bochnia Dworzec PKP – Nowy Wiśnicz – Lipnica Murowana – Rajbrot – Iwkowa Nagórze Pętla                                                                                         |                                                                                        |
| A21      | Nowy Sącz ↔ (Ochotnica Dolna Młynne) ↔ Nowy Targ Nowy Sącz MDA - Stary Sącz - Łącko - Ochotnica Dolna - Nowy Targ                                                                               | wybrane na trasie Nowy Sącz MDA -Ochotnica Dolna Młynne Urząd Gminy                    |
| A22      | Nowy Sącz ↔ (Zakliczyn) ↔ Tarnów Nowy Sącz MDA – Gródek nad Dunajcem – Zakliczyn – Zgłobice – Tarnów DA                                                                                         | wybrane na trasie Tarnów DA - Zakliczyn Rynek                                          |
| A23      | Tarnów ↔ Wysowa Tarnów DA – Poręba – Tuchów – Moszczenica – Gorlice – Szymbark – Ropa – Hańczowa – Wysowa Beskid                                                                                |                                                                                        |
| A24      | Lisia Góra ↔Tarnów ↔ Zbylitowska Góra ↔ Tarnów Mościce Lisia Góra - Śmigno - Pawęzów - Tarnów - Zbylitowska Góra - Tarnów Mościce                                                               |                                                                                        |
| A25      | Smolice ↔ Andrychów Smolice Lipowa – Zator – Gierałtowice – Wieprz – Andrychów |                                                                                        |
| A26      | Kraków ↔ Tarnów Kraków - Niepołomice - Bochnia - Bogumiłowice - Tarnów |                                                                                        |
| A27      | Tarnów Mościce ↔ Zbylitowska Góra ↔Tarnów ↔ Zawada Tarnów Mościce - Zbylitowska Góra - Tarnów - Tarnowiec - Zawada                                                                              |                                                                                        |
| A28      | Tarnów ↔ Łękawka ↔ Tarnów Tarnów - Tarnowiec - Nowodworze - Poręba Radlna - Łękawka - Poręba Radlna - Nowodworze - Tarnowiec - Tarnów                                                           | linia okrężna                                                                          |
| A29      | Tarnów ↔ Zgłobice ↔ Tarnów Tarnów Marszałka – Koszyce Wielkie – Zgłobice – Koszyce Małe – Tarnów Marszałka                                                                                      | linia okrężna                                                                          |
| A30      | Tarnów ↔ Zgłobice ↔ Tarnów Tarnów Marszałka – Koszyce Małe – Zgłobice – Koszyce Wielkie – Tarnów Marszałka                                                                                      | linia okrężna                                                                          |
| A31      | Świebodzin ↔ Tarnów ↔ Szczapanowice Świebodzin - Radlna - Nowodworze - Tarnowiec - Tarnów - Koszyce Wielkie - Zgłobice - Błonie - Szczapanowice                                                 |                                                                                        |
| A34      | Tarnów ↔ Jodłówka-Wałki Tarnów DA – Wola Rzędzińska – Jodłówka-Wałki (Dół) |                                                                                        |
| A35      | Lichwin ↔ Tarnów ↔ Jodłówka-Wałki Lichwin - Rychwałd - Pleśna - Rzuchowa - Koszyce - Tarnów - Wola Rzędzińska - Jodłówka-Wałki przez Górówkę (Polmark)                                          |                                                                                        |
| A36      | Tarnów ↔ Dąbrowa Tarnowska Tarnów - Pawęzów - Śmigno - Lisia Góra - Dąbrowa Tarnowska |                                                                                        |
| A37      | (Koniusza) ↔ Proszowice ↔ Kraków Pleszów ↔ Podłęże Koniusza Urząd Gminy – Proszowice P+R (Kościuszki) – Łaganów – Wawrzeńczyce – Igołomia – Kraków Pleszów – Niepołomice – Podłęże P+R (Północ) | wybrane kursy do przystanku Koniusza Urząd Gminy                                       |
| A38      | Tarnów ↔ Nowa Jastrząbka Tarnów DA – Lisia Góra – Nowa Jastrząbka (Podlesie) |                                                                                        |
| A39      | Tarnów ↔ Zaczarnie Tarnów DA – Brzozówka – Zaczarnie (pętla) |                                                                                        |
| A40      | Kraków ↔ Kęty Kraków MDA – Mogilany – Głogoczów – Kalwaria Zebrzydowska – Wadowice – Andrychów – Kęty DA                                                                                        |                                                                                        |
| A42      | Kraków ↔ Chrzanów Kraków MDA - Krzeszowice - Wola Filipowska - Chrzanów |                                                                                        |
| A43      | Skawina ↔ Kalwaria Zebrzydowska Skawina SCK – Rzozów – Gołuchowice – Polanka Hallera – Grabie – Przytkowice – Zebrzydowice – Kalwaria Zebrzydowska Dworzec                                      |                                                                                        |
| A44      | Kraków ↔ Alwernia ↔ Oświęcim Kraków MDA - Liszki - Zalas - Alwernia - Libiąż - Oświęcim |                                                                                        |
| A45      | Nowy Targ ↔ Starý Smokovec Nowy Targ Dworzec Kolejowy – Białka Tatrzańska – Jurgów – Vysoké Tatry Starý Smokovec.                                                                               | kursuje tylko w soboty i niedziele, kursuje na terytorium Słowacji od 27 kwietnia 2024 |
| A46      | Tarnów ↔ Ryglice Tarnów DA – Skrzyszów – Szynwałd – Zalasowa – Ryglice |                                                                                        |
| A47      | Oświęcim ↔ Andrychów Oświęcim - Osiek - Kęty - Andrychów |                                                                                        |
| A48      | Olkusz ↔ Trzebinia ↔ Chrzanów Olkusz - Lgota - Trzebinia - Chrzanów |                                                                                        |
| A50      | Kraków Czyżyny ↔ Proszowice Kraków Czyżyny – Igołomia – Nowe Brzesko – Proszowice P+R (Kościuszki)                                                                                              |                                                                                        |
| A53      | Skawina ↔ (Harbutowice) ↔ (Zawoja Policzne) ↔ (Zawoja Krowiarki) Skawina - Harbutowice - Zembrzyce - Sucha Beskidzka - Maków Podhalański - Zawoja Policzne - Zawoja Krowiarki                   | wybrane kursy do przystanku Zawoja Policzne - Mosorny Groń lub Zawoja Krowiarki        |

## Tabor
Koleje Małopolskie użytkują 25 EZT, które są własnością województwa małopolskiego, 5 EZT, które otrzymały w wyniku aportu (EN77 Acatus II), 6 używanych EZT zakupionych od województwa zachodniopomorskiego oraz 1 EZT zakupiony po wypadku pod Budzyniem.
| Seria | Liczba jednostek | Liczba miejsc siedzących | Maksymalna prędkość eksploatacyjna | Wyposażenie | Liczba członów | Właściciel |                               |
| --- | ---------------- | ------------------------ | ---------------------------------- | --- | -------------- | ---------- | ----------------------------- |
| EN64 Acatus Plus | 4                | 133+5                    | 160 km/h                           | klimatyzacja przestrzeni pasażerskiej · przewóz rowerów · ubikacja · gniazdka elektryczne · Internet bezprzewodowy | 3              | UMWM       | [ 91 ]                        |
| EN76B Elf II | 4                | 200                      | 160 km/h                           | klimatyzacja przestrzeni pasażerskiej · przewóz rowerów · ubikacja · gniazdka elektryczne · Internet bezprzewodowy | 4              | UMWM       | [ 92 ] [ 93 ]                 |
| EN77 Acatus II | 5                | 180+13                   | 160 km/h                           | klimatyzacja przestrzeni pasażerskiej · przewóz rowerów · ubikacja · gniazdka elektryczne · Internet bezprzewodowy | 4              | KMŁ        | [ 94 ] [ 50 ] [ 51 ] [ 2 ]    |
| EN78 Impuls | 8                | 200                      | 160 km/h                           | klimatyzacja przestrzeni pasażerskiej · przewóz rowerów · ubikacja · gniazdka elektryczne · Internet bezprzewodowy | 4              | UMWM       | [ 27 ] [ 95 ] [ 96 ] [ 33 ]   |
| EN79 Impuls | 5                | 250                      | 160 km/h                           | klimatyzacja przestrzeni pasażerskiej · przewóz rowerów · ubikacja · gniazdka elektryczne · Internet bezprzewodowy | 5              | UMWM       | [ 27 ] [ 95 ] [ 33 ]          |
| EN78A Impuls 2 | 4                | 189                      | 160 km/h                           | klimatyzacja przestrzeni pasażerskiej · przewóz rowerów · ubikacja · gniazdka elektryczne · Internet bezprzewodowy | 4              | UMWM       | [ 97 ]                        |
| EN57AL | 7                | 175                      | 120 km/h                           | klimatyzacja przestrzeni pasażerskiej · przewóz rowerów · ubikacja · gniazdka elektryczne · Internet bezprzewodowy | 3              | KMŁ        | [ 98 ] [ 99 ] [ 100 ] [ 101 ] |
| – klimatyzacja części pasażerskiej – stojaki na rowery – toaleta(y) – gniazdka elektryczne – bezprzewodowy dostęp do internetu |                  |                          |                                    | |                |            |                               |

## Plany na przyszłość
Docelowo spółka ma przejąć obsługę wszystkich linii w województwie, z wyjątkiem obsługiwanego przez Koleje Śląskie połączenia Katowice – Oświęcim.

## Zaplecze techniczne
8 lipca 2020 r. spółka podpisała umowę wykonawczą na zaprojektowanie i budowę zaplecza technicznego z konsorcjum firm Budimex S.A i KZN Rail sp. z o.o. Budowa rozpoczęła się 1 października 2021 r. i pierwotnie miała potrwać do pierwszego kwartału 2022 r., zaś później do końca roku – terminów tych nie udało się dotrzymać. Obiekt został zlokalizowany na terenie okręgu nastawczego Kraków Główny KGA i będzie się składać z jednokondygnacyjnej części warsztatowej, w ramach której powstaną hala napraw, myjnia i magazyn, oraz z dwukondygnacyjnej części biurowo-socjalnej. Zaplecze będzie wyposażone m.in. w automatyczną myjnię i oczyszczalnię ścieków, tokarkę podtorową oraz urządzenie do opróżniania WC i wodowania zbiorników.

## Finanse i wyniki przewozowe
Jedynym właścicielem spółki, zgodnie z aktem założycielskim, jest województwo małopolskie.
Kapitał zakładowy spółki wynosi 1 830 000 zł.
Liczbę pasażerów w kolejnych latach oraz wykonaną pracę przewozową (liczbę pasażerokilometrów) prezentują poniższe wykresy:

## Prezesi
| Od                  | Do                  | Osoba                 |                 |
| ------------------- | ------------------- | --------------------- | --------------- |
| 30 grudnia 2013     | 30 marca 2017       | Ryszard Rębilas       | [ 113 ] [ 114 ] |
| 30 marca 2017       | 21 grudnia 2018     | Grzegorz Stawowy      | [ 115 ] [ 114 ] |
| 21 grudnia 2018     | 29 stycznia 2019    | Karol Pietras (p.o.)  | [ 47 ]          |
| 29 stycznia 2019    | 9 października 2020 | Bogdan Kondratowicz   | [ 116 ]         |
| 9 października 2020 | 24 czerwca 2024r.   | Tomasz Warchoł        | [ 117 ]         |
| 24 czerwca 2024r.   | 25 lipca 2024r      | Marzena Dragan (p.o.) | [ 118 ]         |
| 25 lipca 2024r.     |                     | Radosław Włoszek      | [ 119 ]         |

## Nagrody i wyróżnienia
- 2015 – tytuł Lider Rozwoju Regionalnego 2015, przyznany podczas III Kongresu Przedsiębiorczości[120]
- 2017 – Lokomotywa Rynku Kolejowego na targach Trako 2017. Koleje Małopolskie zostały docenione przez internautów za rozwój oferty przewozowej na terenie Małopolski i ambitne plany na przyszłość.